# Lago di Mergozzo e Mont'Orfano
Lago di Mergozzo e Mont'Orfano este o arie protejată (arie de protecție specială avifaunistică — SPA) din Italia întinsă pe o suprafață de 483 ha, integral pe uscat.

## Localizare
Centrul sitului Lago di Mergozzo e Mont'Orfano este situat la coordonatele 45°56′20″N 8°27′30″E / 45.9388°N 8.4583°E.

## Înființare
Situl Lago di Mergozzo e Mont'Orfano a fost declarat arie de protecție specială avifaunistică în octombrie 2006 pentru a proteja 12 specii de animale.

## Biodiversitate
Situată în ecoregiunea continentală, aria protejată conține 5 habitate naturale: Păduri aluvionare cu Alnus glutinosa și Fraxinus excelsior (Alno-Padion, Alnion incanae, Salicion albae), Pante stâncoase silicioase cu vegetație casmofită, Peșteri inaccesibile publicului, Păduri de Castanea sativa, Lacuri eutrofice naturale cu vegetație de tip Magnopotamion sau Hydrocharition.
La baza desemnării sitului se află mai multe specii protejate:
- păsări (8): pescăruș albastru (Alcedo atthis), buha (Bubo bubo), caprimulg (Caprimulgus europaeus), șerpar (Circaetus gallicus), șoim călător (Falco peregrinus), cufundar polar (Gavia arctica), gaia neagră (Milvus migrans), viespar (Pernis apivorus)
- nevertebrate (1): Oxygastra curtisii
- pești (3): Alosa agone, Rutilus pigus, Telestes muticellus

Pe lângă speciile protejate, pe teritoriul sitului au mai fost identificate 8 specii de plante, 3 specii de mamifere, 1 specie de reptile.